# اعتماد ملی (روزنامه)
روزنامهٔ اعتماد ملّی ارگان مطبوعاتی حزب اعتماد ملی محسوب می‌شود. صاحب امتیاز این روزنامه مهدی کروبی و مدیر مسئول آن محمدجواد حق‌شناس است. آخرین سردبیر آن پس از کسری نوری شمیرانی ،ابوالفضل شکوری و رضا انصاری، محمد قوچانی بود. دفتر مرکزی این روزنامه در ابتدای خیابان کریم‌خان در تهران قرار داشت. نخستین هیئت سردبیری متشکل از آقایان کسری نوری‌شمیرانی، فیاض ظاهر، ابوالفضل شکوری و احمد موسوی بجنوردی بودند که در کنار مدیر مسئول سنگ بنای این روزنامه را برپا کردند. اولین شماره این روزنامه در تاریخ ۱ بهمن ماه ۱۳۸۴ منتشر و بر روی کیوسک فروش مطبوعات جا گرفت.این روزنامه با انتشار۵ پیش‌شماره و ۹۹۸ شماره تا زمان توقیف آن توسط  سعید مرتضوی  دادستان وقت تهران  در مورخه ۲۶ مرداد ۱۳۸۸ توفیق انتشار یافت. در این تاریخ با صدور حکمی تحت عنوان پیشگیری از وقوع جرم مشمول حکم توقیف موقت گردید. روزنامه اعتماد ملی در دوران انتشار موفق شد ۴ سالنامه نوروز، و نزدیک به ۵۰ هفته‌نامه ضمیمه سراسری و صدها هفته‌نامه ضمیمه استانی را منشر سازد. این روزنامه در سال پایانی با رسیدن به شمارگان یکصدو پنجاه هزار نسخه توانست در میان آحاد جامعه، به ویژه نخبگان دانشگاهیان و فعالین فرهنگی و سیاسی و اجتماعی جایگاهی رفیع پیدا کند. این نشریه از تاریخ ۲۶ مرداد ۱۳۸۸ به دستور سعید مرتضوی توقیف موقت شد و از انتشار بازماند .

## جنجال مقاله منتجب‌نیا
انتشار مقاله‌ای از رسول منتجب‌نیا قائم‌مقام حزب اعتماد ملی در انتقاد از محمود احمدی‌نژاد این روزنامه را تا آستانه توقیف پیش برد. وی در این مقاله نقل قول‌هایی به احمدی‌نژاد نسبت داده و از وی خواسته بود پیرامون صحت و سقم آن نقل قول‌ها پاسخ دهد.
این مقاله با واکنش شدید حامیان دولت مواجه شد و منتجب‌نیا مدعی شد که مسئولان روزنامه بدون اطلاع وی آن را چاپ کرده‌اند. دستگاه قضایی حکم جلب مدیر مسئول روزنامه را صادر کرد.

## توقیف موقت
در ۲۶ مرداد ۱۳۸۸ عنوان شد که شب قبل این روزنامه در چاپ خانه به دستور نماینده دادستان تهران به‌طور موقت توقیف شد. گمان می‌رود که تیتر اول این روزنامه دلیل توقیف آن بوده‌است. حسین کروبی پسر مهدی کروبی علت این توقیف را چاپ نامه پدرش در پاسخ به ائمه جمعه عنوان کرد. این در حالیست که نامه کروبی توسط روزنامه آفتاب یزد در ۲۶ مرداد ماه منتشر شد. در عین حال خبرگزاری مهر گزارش داد سعید مرتضوی توقیف شدن روزنامه را تکذیب کرده و عدم توزیع این روزنامه در ۲۶ مرداد را بخاطر مشکل چاپ خانه این روزنامه عنوان کرده‌است. ولی بازپرس شعبه سیزدهم دادسرای کارکنان دولت در نامه‌ای از معاونت مطبوعات داخلی در وزارت فرهنگ و ارشاد خواست که از انتشار روزنامه جلوگیری شود، به این ترتیب علت این توقیف اجرای بند ۵ اصل ۱۵۶ قانون اساسی یعنی پیشگیری از وقوع جرم ذکر شده. قاضی مرتضوی نیز توضیحی که خبرگزاری مهر از وی نقل کرده بود را تکذیب کرد و خبر توقیف این روزنامه را تصدیق کرد.

## دادگاه‌هایمحمدجواد حق‌شناسمدیر مسئول روزنامه اعتماد ملی
در ۱۱ تیر ۱۳۸۷ مدیر روابط عمومی دادسرای عمومی و انقلاب تهران اعلام کرد که حکم بازداشت محمدجواد حق‌شناس مدیرمسئول روزنامه اعتماد ملی " به‌دنبال شکایات متعدد دولتی و قاضی مرتضوی دادستان عمومی و انقلاب تهران به اتهام نشر اکاذیب به قصد تشویش اذهان عمومی " صادر شده‌است.
در شهریورماه ۱۳۸۸ شعبه ۱۳ بازپرسی کارکنان دولت به ریاست قاضی مقدمی، برای حسین کروبی فرزند مهدی کروبی و محمد جواد حق‌شناس قرار کفالت صادر نمود. در این جلسه اتهامات حق‌شناس، پخش شایعه، اشاعه فحشا، افتراء علیه نظام و ارگان‌ها در خصوص تجاوز و آزار جنسی اعلام شد.
محمد جواد حق‌شناس مدیر مسئول روزنامه اعتماد ملی پس از آغاز انتشار این روزنامه در ۱ بهمن ماه ۱۳۸۴ اولین شکایت از روزنامه در اردیبهشت ماه ۱۳۸۵ با حضور در دادسرای کارکنان دولت پاسخگویی نمود، در روزهای ۲۴ مهرماه، ۴ دی ماه و ۱۱ دی ماه ۱۳۹۰ نیز در جلسه شعبه ۷۶ دادگاه کیفری استان تهران، در رابطه با روزنامه توقیف شده اعتماد ملی حضور یافت.

## صفحه طنز روزانه شبنامه
در آخرین تغییرات روزنامه اعتماد ملی پیش از انتخابات ۱۳۸۸ صفحه روزانه طنز شبنامه در صفحه ماقبل آن منتشر می‌شد. بالای این صفحه نوشته شده بود شبنامه: نخستین صفحه روزانه طنز مطبوعات ایران. دبیر طرح این صفحه هادی حیدری و دبیر طنز آن پوریا عالمی بود. صفحه طنز شبنامه هر روز با ستون‌های طنز و تصاویر و کاریکاتورهای گوناگونی منتشر می‌شد. همایون حسینیان، احمد خدایی، جلال سعیدی، شهرام شهیدی، رؤیا صدر، مهدی طوسی، سیامک ظریفی، پوریا عالمی، گیسو کمندی، مسعود مرعشی، مجتبوی نایینی، حسین یعقوبی و… از نویسندگان این صفحه بودند. ستون طنز فال قهوه و آگهی‌های مادر رجب به قلم پوریا عالمی از جمله ستونهای این صفحه بودند.
پس از توقف انتشار روزنامه اعتماد ملی هادی حیدری به مطبوعات دیگر رفت و پوریا عالمی تجربه انتشار صفحه طنز شبنامه را در هفته‌نامه ایراندخت، هفته‌نامه چلچراغ و با اسم چل‌کلاغ و در هفته‌نامه پیک سبز ادامه داد. شهرام شهیدی پس از شبنامه در روزنامه‌های گوناگون قلم زد و سالها ستون تاریکخانه را در روزنامه اعتماد نوشت. وی ابتدا معاون سردبیر و از سال ۱۳۹۵ سردبیر ماهنامه طنز و کارتون خط خطی شد. وی از سال ۱۳۹۳ تاکنون در روزنامه شهروند ستون روزانه طنز دارد. همچنین از سال ۱۳۹۸ ستون ضدآرمان را در روزنامه آرمان ملی منتشر می‌کند